# برهما پورانا
برهما پورانا (سانسکریت: ब्रह्मपुराण)، یکی از هجده مجموعه اصلی پوراناها متون هندو به زبان سانسکریت است. به عنوان اولین پوراناها در تمام گلچین‌ها فهرست شده است و به همین دلیل «آدی پورانا» نیز نامیده می‌شود. عنوان دیگر این متن سوریا پورانا است، زیرا شامل فصول بسیاری مربوط به سوریا (ایزد)، خدای خورشید است.